# Daniel Sommer (Sänger)

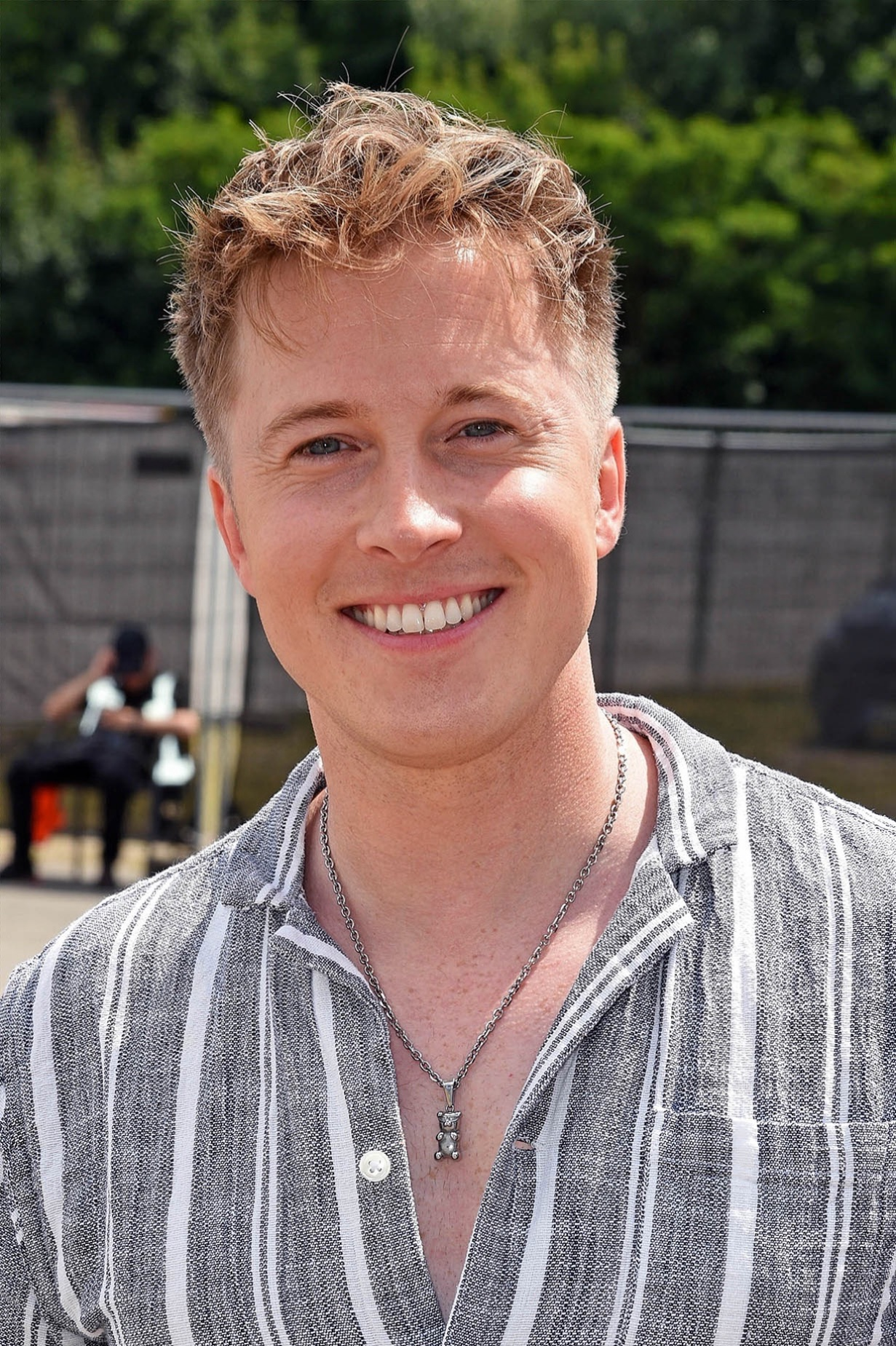

Daniel Sommer (* 3. Februar 1992 in Dortmund), ist ein deutscher Schlagersänger und Songwriter. Sommer ist sowohl Songwriter für Künstler wie Marie Reim, Michelle, Roland Kaiser, Howard Carpendale und Maite Kelly, als auch  Sänger.

## Werdegang
Er wuchs in der Kleinstadt Datteln auf und lebt heute in Düsseldorf.  Im Alter von 12 Jahren begann Sommer mit Musik. Er entwickelte seine Gitarrenkünste als Straßenmusiker und spielte auf verschiedenen Veranstaltungen, darunter Hochzeiten, Firmenevents und Straßenfestivals. Parallel zu seiner musikalischen Karriere trat Sommer auch als Laiendarsteller in Kurzfilmen, wie Cyber Mobbing, auf und war als Model in Werbefilmen für RTL Formel 1, DSDS, Wer wird Millionär und Projekt X zu sehen.
Trotz seiner frühen musikalischen Aktivitäten veröffentlichte Sommer erst 2020 seine erste Single „Herz auf Unendlich“ unter dem Künstlernamen „Daniel Sommer“. Nachfolgende Singles wie „Zuhause“, „Dafür sind Freunde da“, „Das war so nicht geplant“, „Ich such dich in 1000 Gesichtern“ und „Warum suchst du woanders“ wurden in Zusammenarbeit mit dem Team Düsseldorf, bestehend aus den Produzenten Tim Peters, Paul Falk und Sebastian Wurth, produziert und über das Independent-Label VIA MUSIC veröffentlicht.
Sommer hat auch als Songwriter für  Schlagerstars und aufstrebende Künstler gearbeitet. Zu seinen bekanntesten Werken gehören Lieder wie „Für Gefühle kann man nichts“ für Maite Kelly, „Scheißkerl“ für Michelle und für Roland Kaiser die Songs „Gegen die Liebe kommt man nicht an“ und „Wir spielten immer ohne Regeln“.

## Karriere und Management
Von August 2022 bis August 2024 war Daniel Sommer Teil des „Kaiser & Kaiser Managements“, das von Schlagersänger Roland Kaiser und seiner Tochter Annalena Kaiser geleitet wird. Sommer war der erste Künstler, der von diesem Management-Duo unter Vertrag genommen wurde, gefolgt von den Sängerinnen Sarah Zucker und Saskia Leppin. 
Mit der Veröffentlichung seines Debütalbums „Man darf doch wohl noch träumen“ unterzeichnete er 2023 einen Plattenvertrag bei dem Münchner Schlager-Label TELAMO. Die Single „Man darf doch wohl noch träumen“ erreichte Platz #3 in den Offiziellen Deutschen Airplay-Charts (Konservativ Pop). Er trat auch im Vorprogramm der Konzert-Tour von Roland Kaiser auf und erschien in TV-Sendungen wie „Immer wieder Sonntags“ (ARD), „ZDF-Fernsehgarten“, „Das Adventsfest der 100.000 Lichter“ (ARD), „Schlagerspaß mit Andy“ (SWR) und „Die Ross Antony Show“ (MDR).
Daniel Sommer ist als Sänger und Songwriter tätig. Seine Musik wurde auf Sendern wie BR Schlager, Schlagerparadies, Radio Paloma, hr4, Radio Deine Schlagerwelt oder MDR Schlagerwelt gespielt.

## Diskografie

### Alben
- Man darf doch wohl noch träumen (2023, TELAMO)

### Singles
- Herz auf Unendlich (2020, VIA MUSIC/UNIVERSAL MUSIC)
- Zuhause (2020, VIA MUSIC)
- Dafür sind Freunde da (2021, VIA MUSIC/UNIVERSAL MUSIC)
- Das war so nicht geplant (2021, VIA MUSIC/UNIVERSAL MUSIC)
- Warum suchst du woanders (2021, VIA MUSIC/UNIVERSAL MUSIC)
- Ich such dich in 1000 Gesichtern (2022, VIA MUSIC/UNIVERSAL MUSIC)
- Do They Know It’s Christmas (2022, TELAMO/SAT.1)
- Wir feiern das Leben laut (2023, TELAMO)
- Lass uns nochmal Kind sein (2023, TELAMO)
- Man darf doch wohl noch träumen (2023, TELAMO)
- Wie ein Evergreen (2023, TELAMO)
- Weihnachtszeit (2023, TELAMO)
- Warum kann ich nicht bei dir sein (2024, TELAMO)
- Weil das für immer bleibt (2024, TELAMO)
- Ich will dich nicht (2024, ELECTROLA)
- Wie wäre es wenn … (2025, ELECTROLA)